# おおい町総合運動公園
おおい町総合運動公園 (おおいちょうそうごううんどうこうえん)は福井県大飯郡おおい町にある運動公園である。人工芝使用の施設が特徴である。

## 概要
小浜湾に面したシーサイド型総合スポーツ公園である。球場や体育館などで構成されるプレーパーク大飯エリアと球技場エリアで構成される。スポーツ施設の他に合宿施設やイベントホールに加え、おおい町郷土史料館・図書館といった文化施設が存在する。

## プレーパーク大飯

### 野球場
- 観客席:1,000席
- 照明設備:6基
- 両翼97.5m、中堅122m
- 内野：黒土混合土、外野：砂入人工芝
- 付属施設:バックネット、ダッグアウト、バックスクリーン、ブルペン
- スコアボード(磁器反転式表示)

ベースボール・チャレンジ・リーグの福井ミラクルエレファンツが公式戦を開催していた（2012年より2019年まで）。

### 体育館
- バレーボール：3面、バスケットボール：2面、バドミントン：７面、ハンドボール１面
- 冷暖房設備、備品、放送設備、コインロッカー、シャワールーム、研修室3室

### 格技場
- 使用競技：剣道・レスリング
- バドミントン：3面、バレーボール：１面
- ステージ：１ヶ所
- 冷暖房設備、備品、音響設備、コインロッカー

### テニスコート
- コート：6面（砂入り人工芝）
- ナイター設備有

### 多目的グラウンド
- ナイター設備有
- 屋根付きベンチ
- トイレ:１棟

### その他
- 管理棟

プレーパーク大飯の参考、出典：

## 球技場 (みどりの広場)
- メインコート（人工芝グラウンド：サッカー・ラグビーなど、ナイター設備有、日本サッカー協会公認のグラウンド）
- サブコート（フットサルコート3面）
- グランドゴルフ（天然芝、16ホール）
- クラブハウス（ミーティングルーム・審判控室・更衣室・シャワールーム）

球技場の参考、出典：

## 敷地内施設
- フィットネスセンターアクアマリン
- イベントワークステーション悠久館
- おおい町立大飯図書館
  - おおい町郷土史料館
  - 松木庄吉美術記念館
- 丸山公園
- 子供広場
- 船岡製塩遺跡公園

## 敷地外施設
- スポーツロッジ栄光 - 公園前住宅地を挟んで立地する。

## アクセス

### 公共交通機関
- JR若狭本郷駅から徒歩5分[3]

### 自家用車
- 北陸自動車道敦賀ICから車で80分[3]
- 舞鶴若狭自動車道大飯高浜ICから車で10分[3]

## 周辺
- おおい町役場本庁舎
- JR若狭本郷駅